# (15567) Giacomelli
(15567) Giacomelli (2000 GF53) – planetoida z pasa głównego asteroid okrążająca Słońce w ciągu 5,12 lat w średniej odległości 2,97 j.a. Odkryta 5 kwietnia 2000 roku.